# Axel Quennerstedt
Axel Ulrik Quennerstedt, född 8 juli 1832 i Rydaholms socken, 9 oktober 1905 i Stockholm, var en svensk läkare och författare.
Axel Quennerstedt var son till kyrkoherden Nils Johan Quennerstedt och Anna Sofie Katarina Lilliecreutz och bror till August Quennerstedt. Han blev 1851 student vid Lunds universitet och avlade där medicine kandidatexamen 1856 och medicine licentiatexamen 1860, varefter han följande år blev kirurgie magister vid Karolinska Institutet. Han var tillförordnad provinsialläkare i Askersund 1861–1862, stadsläkare i Gränna 1862–1882 (1864–1882 även bataljonsläkare vid Jönköpings regemente), regementsläkare vid Nerikes regemente i Örebro 1882–1896 och tillförordnad regementsläkare vid Norrlands dragonregemente 1897–1902. Quennerstedt ägnade sig med stort engagemang åt historiskt författarskap. Hans första större arbete var Indelte soldaten. Erinringar från lägerlif och hemlif på roten (1887, med teckningar av Gustaf Cederström). I Smålandsminnen från ett kamratmöte i Vexiö 1888 (1891) gav han skildringar av skollivet i Växjö på 1840- och 1850-talen. Quennerstedt var en engagerad försvarsvän med en konservativt idealistisk livssyn, uttryckt bland annat i broschyrerna Skola vi förswara wårt fosterland? (1891) och Militärlifvet och spritdryckerna (1897). På äldre dagar sysslade han med forskningar rörande finska kriget och publicerade I Torneå och Umeå 1808–1809. Verklighetsskildringar från finska krigets sista skede i svenska bygder (1-2, 1901-1903) samt en del artiklar om sjukvården under detta krig (i Tidskrift i militär helsovård). Quennerstedt var från 1897 ledamot av Svenska röda korsets verkställande utskott. Han blev ledamot Krigsvetenskapsakademien 1896 och hedersdoktor vid Lunds universitet 1900. Axel Quennerstedt är begravd på Solna kyrkogård. Quennerstedt gifte sig 1864 med Emilia Johanna Quennerstedt (Kull).